# Çay, Afyonkarahisar

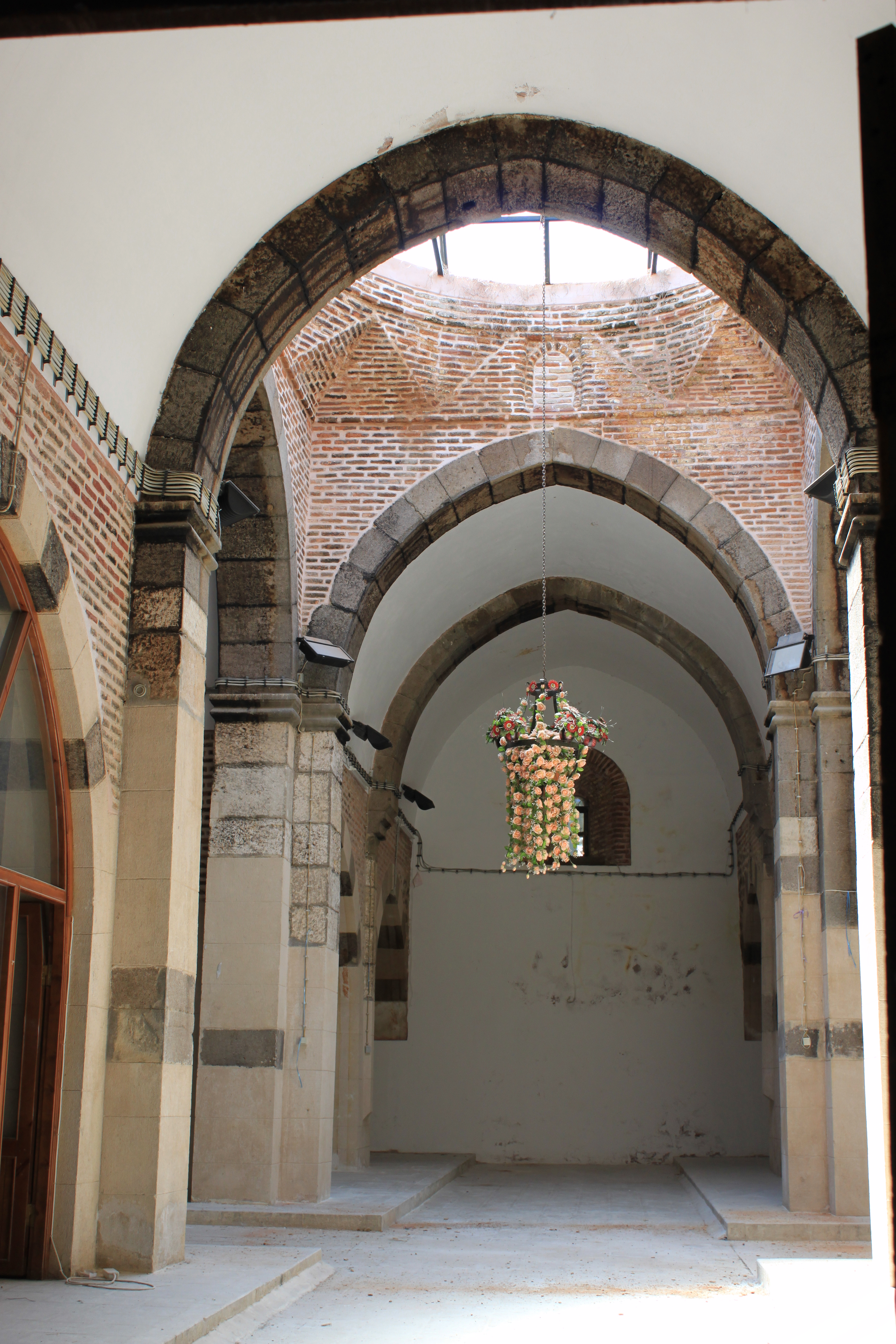
Çay Seljuk-Kervansaray; Nội vụ. Được xây dựng vào năm 1278 bởi Tướng Ebûl Mucahit bin Yakup dưới thời Sultan Kai Khosrau III.

Çay là một huyện thuộc tỉnh Afyonkarahisar, Thổ Nhĩ Kỳ. Huyện có diện tích 867 km² và dân số thời điểm năm 2007 là 35876 người, mật độ 41 người/km².